# Moreton Pinkney
Moreton Pinkney est une paroisse civile et un village du Northamptonshire, en Angleterre.